# Cyprideis beaveni
Cyprideis beaveni is een mosselkreeftjessoort uit de familie van de Cytherideidae. De wetenschappelijke naam van de soort is voor het eerst geldig gepubliceerd in 1948 door Tressler & Smith.